# Lista de distritos de Mato Grosso

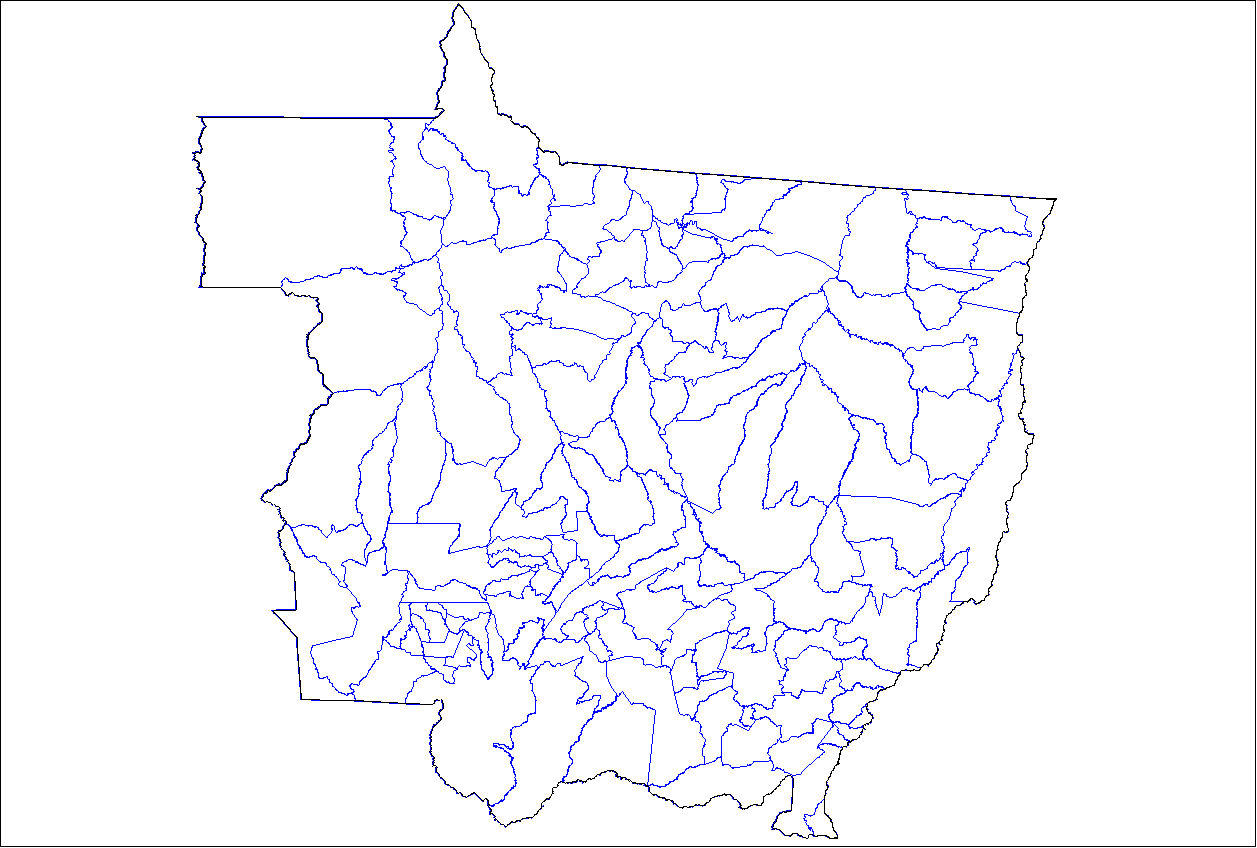
Municípios do estado de Mato Grosso

Esta é uma lista dos distritos dos municípios mato-grossenses

## Lista
Segundo o IBGE, um município para ser formado deve possuir pelo menos um distrito, o distrito sede. No caso dos municípios que possuírem mais de um distrito, estes também constarão na lista.
| Município (Distrito sede)        | Demais distritos |
| -------------------------------- | --- |
| Acorizal                         | Aldeia Baús |
| Água Boa                         | Água Boa Jaraguá Serrinha |
| Alta Floresta                    | |
| Alto Araguaia                    | Buriti |
| Alto Boa Vista                   | |
| Alto Garças                      | |
| Alto Paraguai                    | Capão Verde Lavouras |
| Apiacás                          | Barracão do Barreto |
| Araguaiana                       | |
| Araguainha                       | |
| Araputanga                       | |
| Arenápolis                       | |
| Aripuanã                         | Conselvan |
| Barão de Melgaço                 | Joselândia |
| Barra do Bugres                  | Assari Tapirapuã |
| Barra do Garças                  | Indianópolis Toricueije Vale dos Sonhos |
| Boa Esperança do Norte           | |
| Bom Jesus do Araguaia            | Alô Brasil |
| Brasnorte                        | Água da Prata Vila Nova Tupã Mundo Novo |
| Cáceres                          | Bezerro Branco Caramujo Horizonte do Oeste |
| Campinápolis                     | São José do Couto |
| Campo Novo do Parecis            | Itanorte Marechal Rondon |
| Campo Verde                      | Coronel Ponce |
| Campos de Júlio                  | |
| Canabrava do Norte               | |
| Canarana                         | |
| Carlinda                         | |
| Castanheira                      | Novo Horizonte |
| Chapada dos Guimarães            | Água Fria Rio da Casca |
| Cláudia                          | Guajará-Açu |
| Cocalinho                        | |
| Colíder                          | |
| Colniza                          | Guariba Três Fronteiras |
| Comodoro                         | Colônia dos Mineiros Nova Alvorada Noroagro Padronal |
| Confresa                         | Veranópolis |
| Conquista d'Oeste                | |
| Cotriguaçu                       | Estrela do Araguaia Fátima do São Lourenço Itaquerê Nova Brasília do Leste Nova Coqueiral Nova Floresta do Araguaia Nova Primavera Nova Terra Roxa Nova União Nova Esperança Ouro Verde dos Pioneiros |
| Cuiabá                           | Aguaçu Coxipó da Ponte Coxipó do Ouro Guia |
| Curvelândia                      | |
| Denise                           | |
| Diamantino                       | |
| Dom Aquino                       | Entre Rios |
| Feliz Natal                      | |
| Figueirópolis d'Oeste            | |
| Gaúcha do Norte                  | |
| General Carneiro                 | Paredão Grande |
| Glória d'Oeste                   | Monte Castelo d'Oeste |
| Guarantã do Norte                | |
| Guiratinga                       | Alcantilado Vale Rico |
| Indiavaí                         | |
| Ipiranga do Norte                | |
| Itanhangá                        | |
| Itaúba                           | |
| Itiquira                         | Ouro Branco do Sul |
| Jaciara                          | Celma |
| Jangada                          | |
| Jauru                            | |
| Juara                            | Águas Claras Catuaí Paranorte Jaú |
| Juína                            | Filadélfia Fontanillas Terra Roxa |
| Juruena                          | |
| Juscimeira                       | Irenópolis Santa Elvira São Lourenço de Fátima |
| Lambari d'Oeste                  | |
| Lucas do Rio Verde               | Groslândia |
| Luciara                          | |
| Marcelândia                      | |
| Matupá                           | |
| Mirassol d'Oeste                 | Sonho Azul |
| Nobres                           | Bom Jardim Coqueiral Terra Indígena Santana |
| Nortelândia                      | |
| Nossa Senhora do Livramento      | Pirizal Ribeirão dos Cocais Seco |
| Nova Bandeirantes                | Japuranã |
| Nova Brasilândia                 | Riolândia |
| Nova Canaã do Norte              | Colorado do Norte Ouro Branco |
| Nova Guarita                     | |
| Nova Lacerda                     | |
| Nova Marilândia                  | |
| Nova Maringá                     | |
| Nova Monte Verde                 | |
| Nova Mutum                       | |
| Nova Nazaré                      | |
| Nova Olímpia                     | |
| Nova Santa Helena                | |
| Nova Ubiratã                     | Entre Rios Novo Mato Grosso Parque Água Limpa Piratininga Santa Terezinha do Rio Ferro Santo Antônio do Rio Bonito                                                                                    |
| Nova Xavantina                   | União do Leste |
| Novo Horizonte do Norte          | |
| Novo Mundo                       | |
| Novo Santo Antônio               | |
| Novo São Joaquim                 | Itaquerê |
| Paranaíta                        | |
| Paranatinga                      | |
| Pedra Preta                      | São José do Planalto |
| Peixoto de Azevedo               | |
| Planalto da Serra                | |
| Poconé                           | Cangas Fazenda de Cima |
| Pontal do Araguaia               | |
| Ponte Branca                     | |
| Pontes e Lacerda                 | |
| Porto Alegre do Norte            | |
| Porto dos Gaúchos                | |
| Porto Esperidião                 | Pacoval |
| Porto Estrela                    | |
| Poxoréu                          | Alto Coité Jarudore Paraíso do Leste |
| Primavera do Leste               | |
| Querência                        | Coutinho União |
| Reserva do Cabaçal               | |
| Ribeirão Cascalheira             | Novo Alto Coité Novo Paraíso |
| Ribeirãozinho                    | Colônia Couto Magalhães |
| Rio Branco                       | Divinópolis |
| Rondolândia                      | |
| Rondonópolis                     | Anhumas Boa Vista Nova Galiléia Vila Operária |
| Rosário Oeste                    | Arruda Bauxi Marzagão |
| Salto do Céu                     | Cristinópolis Vila Progresso |
| Santa Carmem                     | |
| Santa Cruz do Xingu              | |
| Santa Rita do Trivelato          | |
| Santa Terezinha                  | Antonio Rosa |
| Santo Afonso                     | Casa de Tábua Nova Esperança |
| Santo Antônio do Leste           | |
| Santo Antônio de Leverger        | Caité Engenho Velho Mimoso Varginha |
| São Félix do Araguaia            | Água Fria Analândia do Norte Campina do Araguaia Cardoso do Oeste Colorado do Norte Culuene Deciolândia Espigão do Leste                                                                              |
| São José do Povo                 | Nova Catanduva |
| São José do Rio Claro            | |
| São José do Xingu                | Santo Antônio do Fontoura |
| São José dos Quatro Marcos       | Santa Fé |
| São Pedro da Cipa                | |
| Sapezal                          | |
| Serra Nova Dourada               | |
| Sinop                            | |
| Sorriso                          | Caravágio Primavera |
| Tabaporã                         | |
| Tangará da Serra                 | Progresso São Joaquim São Jorge |
| Tapurah                          | Novo Eldorado |
| Terra Nova do Norte              | Miraguaí do Norte Nona Agrovila Nonoaí do Norte |
| Tesouro                          | Batovi Cassununga |
| Torixoréu                        | |
| União do Sul                     | |
| Vale de São Domingos             | |
| Várzea Grande                    | Bom Sucesso Capão Grande Cristo Rei Passagem da Conceição Porto Velho |
| Vera                             | |
| Vila Bela da Santíssima Trindade | Aguapeí |
| Vila Rica                        | |